# Брок (Пиј де Дом)
Брок (фр. Broc) насеље је и општина у централној Француској у региону Оверња, у департману Пиј де Дом која припада префектури Исоар.
По подацима из 2011. године у општини је живело 624 становника, а густина насељености је износила 35,76 становника/km². Општина се простире на површини од 17,45 km². Налази се на средњој надморској висини од 470 метара (максималној 567 m, а минималној 376 m).

## Демографија
| 1962. | 1968. | 1975. | 1982. | 1990. | 1999. | 2011. |
| ----- | ----- | ----- | ----- | ----- | ----- | ----- |
| 533   | 572   | 536   | 562   | 588   | 591   | 624   |

График промене броја становника у току последњих година